# Niceta di Remesiana
Niceta (... – dopo il 414) fu vescovo di Remesiana (oggi Bela Palanka).
È venerato come santo dalla Chiesa cattolica e da quella ortodossa, ed è ricordato fra i presunti evangelizzatori della Romania , di cui è un patrono, e del popolo tracio dei Bessi, forse antenati degli odierni albanesi.

## Biografia
Non si conosce dove sia nato e dove sia morto Niceta. Risulta soltanto che nel 366/67 era già vescovo della città di Remesiana e che il suo nome compare come vivente per l'ultima volta nel 414. Remesiana apparteneva alla Dacia mediterranea, una diocesi civile creata da Costantino unendo territori della Dardania e della Tracia. Precedentemente Remesiana apparteneva alla Dardania, una regione di antica romanizzazione e perciò Niceta è un esponente della cultura latina, lingua in cui compose inni religiosi e scrisse opere teologiche e pastorali. Per due volte, nel 398 e nel 402, si recò in Italia a trovare san Paolino di Nola, che in un carme lo loda per la sua attività missionaria in Dacia, in quanto Niceta avrebbe trasformato lupi barbari in pecore amanti della pace e avrebbe loro insegnato a cantare lodi a Cristo.
Secondo alcuni storici l'attività missionaria e l'influenza di Niceta si sarebbe spinta al di fuori dei confini della diocesi di Remisiana in tutta l'area del basso Danubio. Di ciò, tuttavia, non c'è alcuna certezza anche perché alcune descrizioni geografiche di Paolino di Nola sembrano essere semplici imitazioni dei Tristia di Ovidio

## Opere
L'interesse di Niceta per la musica sacra è testimoniato dalla composizione del Te Deum, uno dei più famosi e proverbiali inni della cristianità, in passato attribuito anche ai santi Ambrogio e Agostino, ma assegnato definitivamente a Niceta dopo gli studi di Burn.
L'opera letteraria di Niceta è stata riscoperta nel XX secolo, perché era giunta in forma anonima, oltre che frammentaria, e talvolta attribuita a san Niceta di Aquileia. Gennadio di Marsiglia riporta i titoli di due opere. La prima (Libellus ad virginem lapsam) potrebbe essere la Epistula ad virginem lapsam scoperta da G. Morin oppure secondo altri un sermone pseudo-ambrosiano. L'opera principale di Niceta fu un'istruzione per i candidati al battesimo in sei libretti (Competentibus ad baptismum instructionis libelli sex), di cui sono stati ritrovati numerosi frammenti. Particolare interesse è stato sollevato dal quinto libretto, intitolato De explanatione Symboli, dedicato al Credo o Simbolo apostolico, preghiera in cui sono riassunti i principali dogmi del cristianesimo. La versione di Niceta assomiglia molto a quella latina di Tirannio Rufino o a quella greca di Marcello di Ancira, suoi contemporanei, che enunciano una versione leggermente abbreviata del simbolo. La corrispondenza è perlopiù molto precisa, anche se non perfetta dato che Niceta mescola testo e commento, per cui in qualche caso sembra parafrasare la lettera del simbolo apostolico.
Il testo di Niceta, però, si distingue perché è il più antico testo cristiano in cui compaia la communio sanctorum, assente non solo in Rufino e Marcello ma anche nel più ampio simbolo niceno-costantinopolitano. Essa fu introdotta nel simbolo apostolico in data sconosciuta e compare solo in manoscritti dell'inizio del VI secolo. Secondo San Niceta la chiesa è "sanctorum omnium congregatio" e in essa partecipano tutti i santi compresi gli angeli e i giusti dell'antico testamento. Egli scrive: «..justi qui fuerunt, qui sunt, qui erunt una ecclesia sunt...Ergo in hac ecclesia crede te communionem consecuturum esse sanctorum...».
È attribuito a Niceta di Remesiana anche l'inno Ad coenam Agni providi. 
Altre opere attribuite a Niceta sono due omelie intitolate De vigiliis servorum Dei e De psalmodiae bono e il trattato De divinis appellationibus Christi.

## Commemorazione liturgica
Viene ricordato dal Martirologio Romano il 22 giugno, lo stesso giorno dedicato a San Paolino di Nola, con le seguenti parole:
"Commemorazione di san Niceta, vescovo di Remesiana in Dacia, nell'odierna Serbia, che san Paolino da Nola celebra in un suo carme per aver insegnato il Vangelo ai barbari rendendoli come pecore condotte in un ovile di pace e perché coloro che un tempo erano una popolazione incolta e dedita alle ruberie avevano ora imparato a far risuonare Cristo in un cuore romano".
Nei martirologi precedenti era ricordato due volte: il 22 giugno come vescovo "Romatianae civitatis", il titolo episcopale di Niceta così come fu citato da Gennadio di Marsiglia,  e il 7 gennaio come vescovo (senza specificare la diocesi) ed apostolo della Dacia.